# Dreikönigszettel

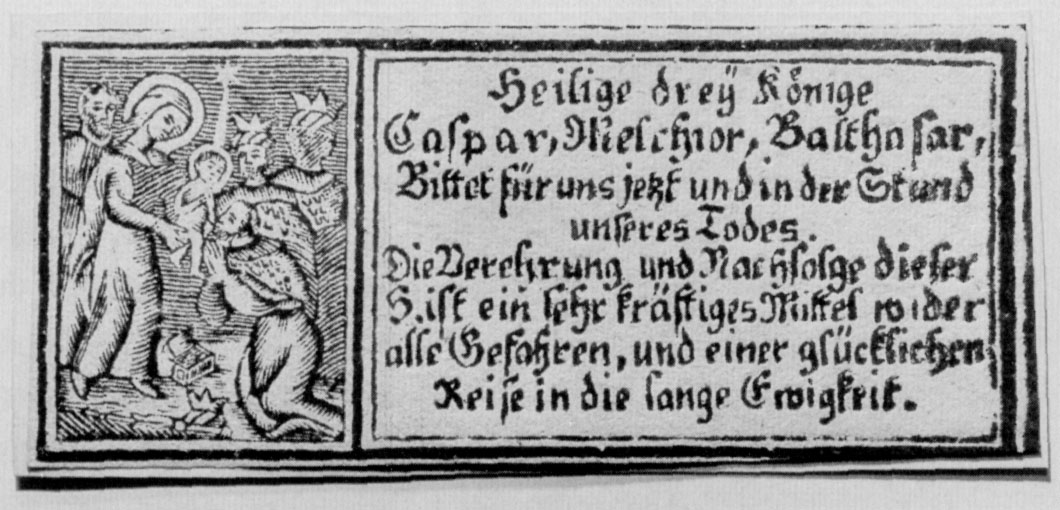
Dreikönigszettel

Dreikönigszettel waren am Dreikönigsfest gesegnete Zettel, die mit C+M+B, Gebeten und oft auch mit weiteren Segenswünschen und Sinnsprüchen beschrieben waren.
In Süddeutschland und Österreich waren Dreikönigszettel als Hausschutz verbreitet; sie konnten in diesem Fall anstelle der üblichen, mit geweihter Kreide geschriebenen Sternsingersegen an den Häusern angebracht werden. Oft wurden sie aber, ähnlich wie Breverl, am Körper getragen oder zusammen mit anderen Devotionalien aufbewahrt.
Bekannt sind auch Dreikönigszettel auf der Rückseite oder im Rahmen von Gemälden, die dort zum Schutz bei Transporten angebracht wurden. Zum Beispiel finden sich bei 73 Werken von Rosalba Carriera in der Gemäldegalerie Alte Meister Dresden diese Markierungen auf 29 Exemplaren.
Andere geschriebene Segenszettel waren der Agathazettel, Benediktussegen und der Zachariassegen.

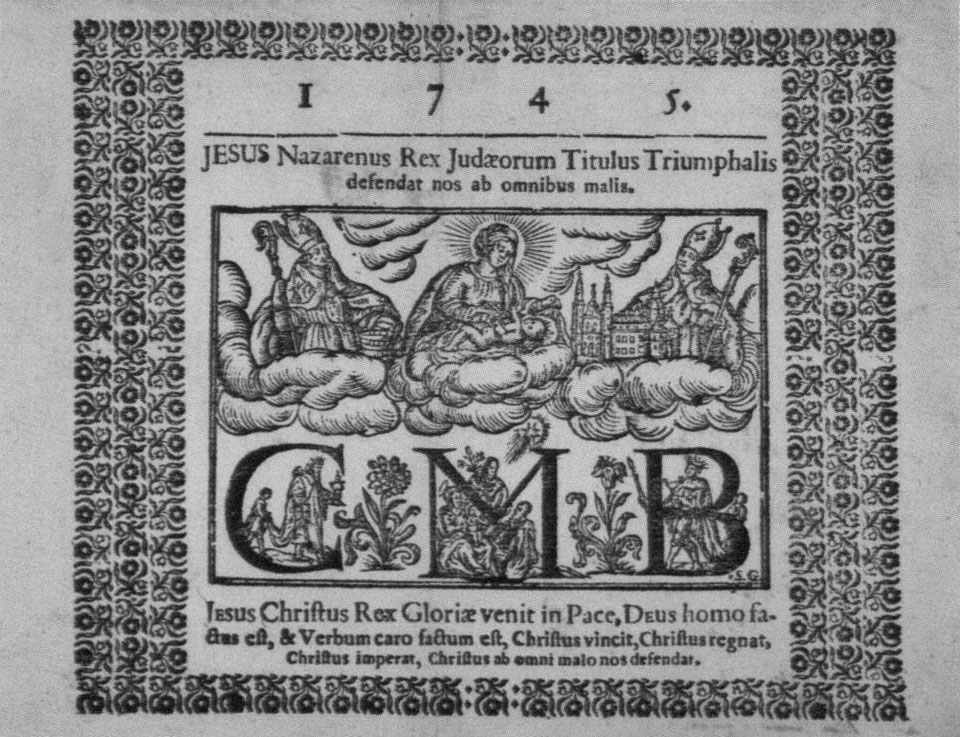
Dreikönigszettel. Kupferstich, Salzburg 1745
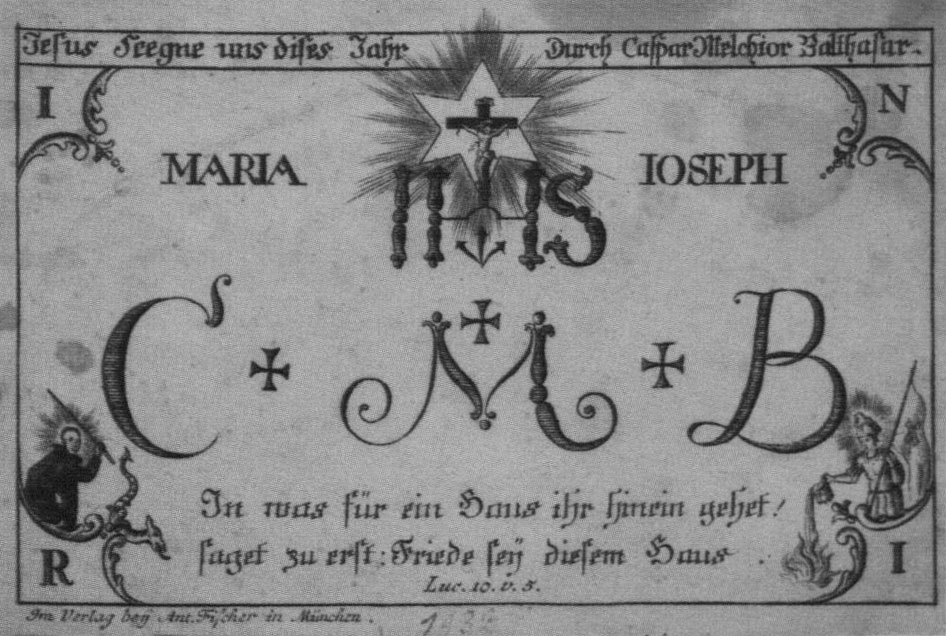
Dreikönigszettel. Kupferstich, München, 18. Jahrhundert
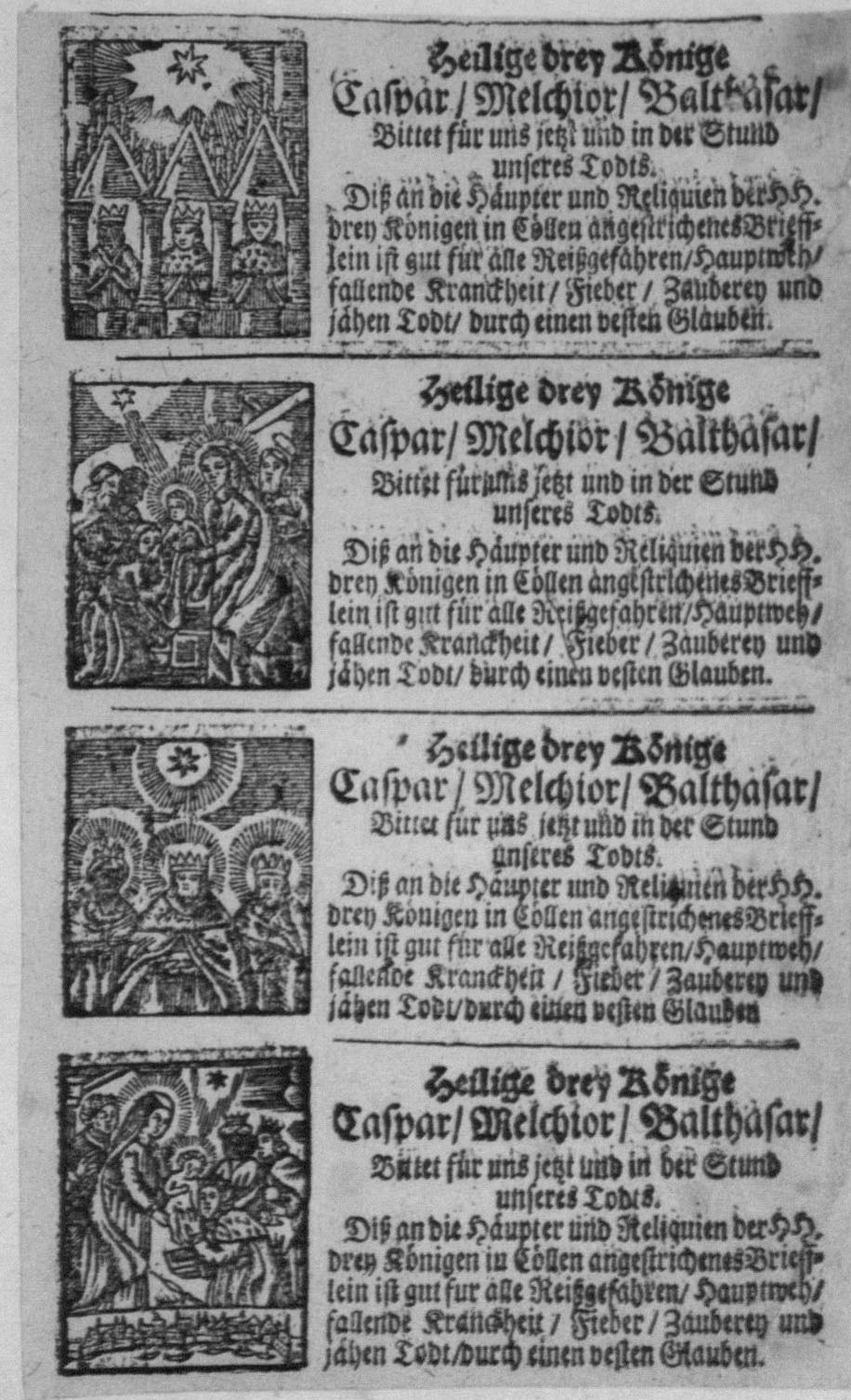
Bogen mit vier Dreikönigszetteln. Köln, 18. Jahrhundert
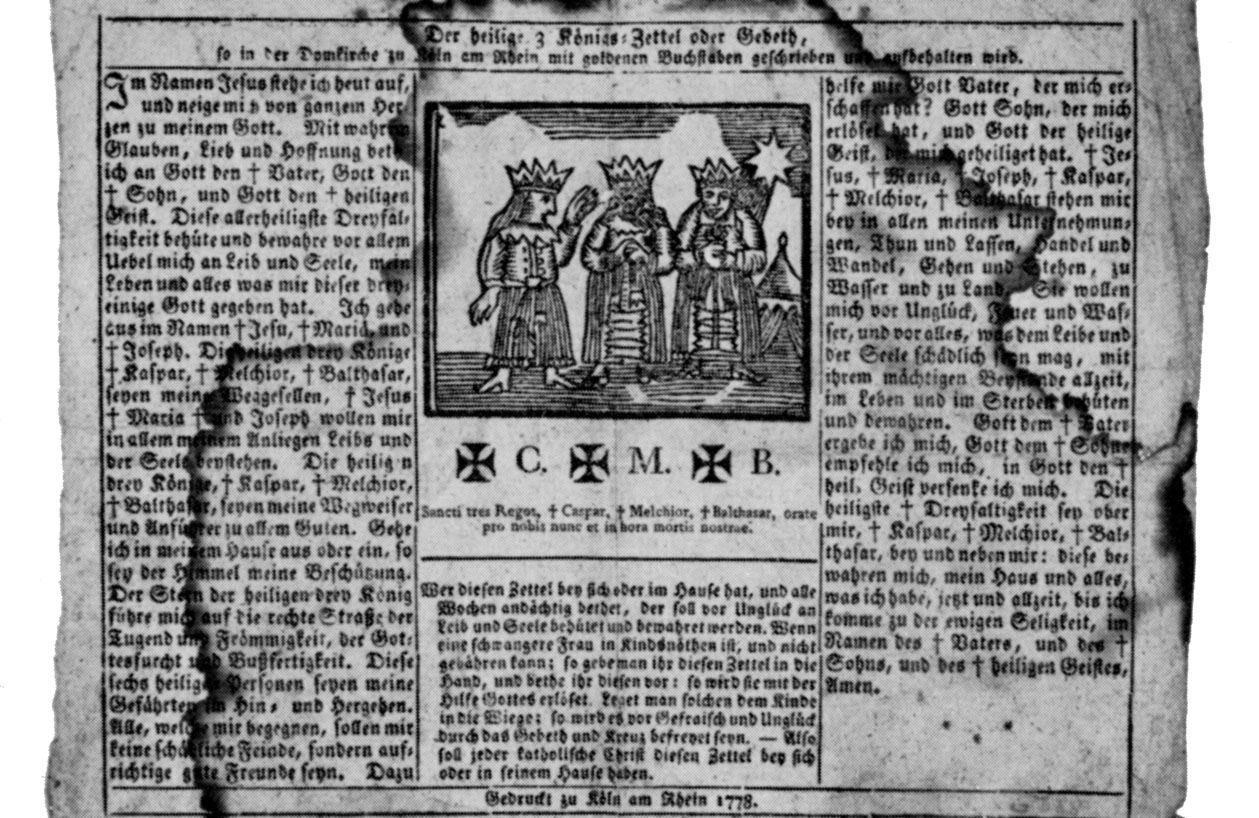
Dreispaltig bedruckter Dreikönigszettel
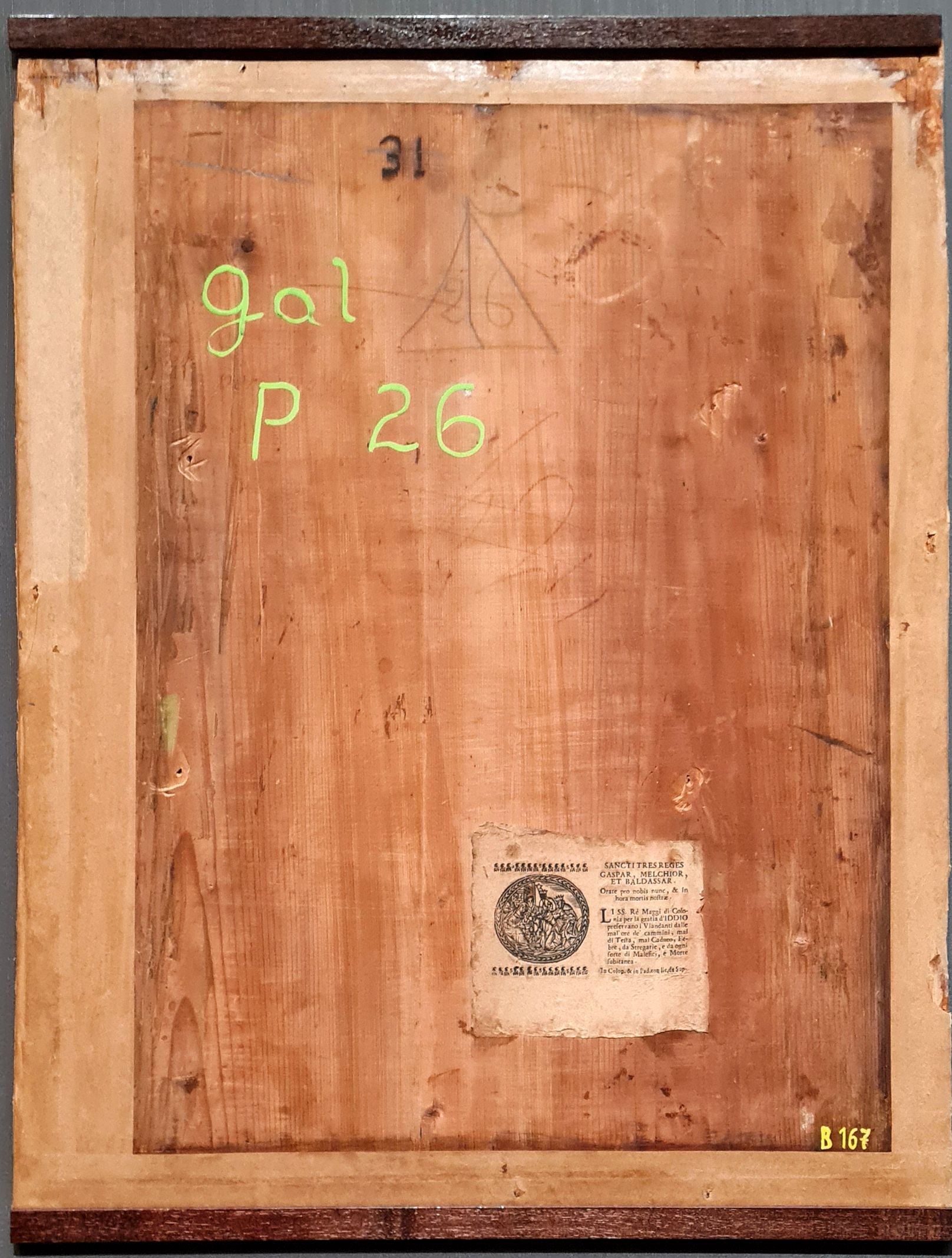
Dreikönigszettel auf der Rückseite eines Gemäldes